# École nationale supérieure des sciences de l'information et des bibliothèques
 (novembre 2022).
L'École nationale supérieure des sciences de l'information et des bibliothèques (Enssib) est un grand établissement public français d'enseignement supérieur en sciences de l'information et des bibliothèques et en histoire placé sous la tutelle directe du ministère français de l'Enseignement supérieur et de la recherche. Elle est située à Villeurbanne, dans l'agglomération lyonnaise.
L’Enssib est à la fois une grande école de service public, chargée de former les cadres d’État des bibliothèques, conservateurs et bibliothécaires, et aussi un établissement universitaire, délivrant le diplôme de master et trois diplômes d’établissement. L’École propose également une offre de formation continue, sur place et à distance, et la validation des acquis de l’expérience et des parcours labellisés.
Elle héberge deux équipes de recherche, Elico (sciences de l’information et de la communication multi-universités régionales) et le Centre Gabriel Naudé (pôle lyonnais de « l'Histoire du livre »).

## Histoire

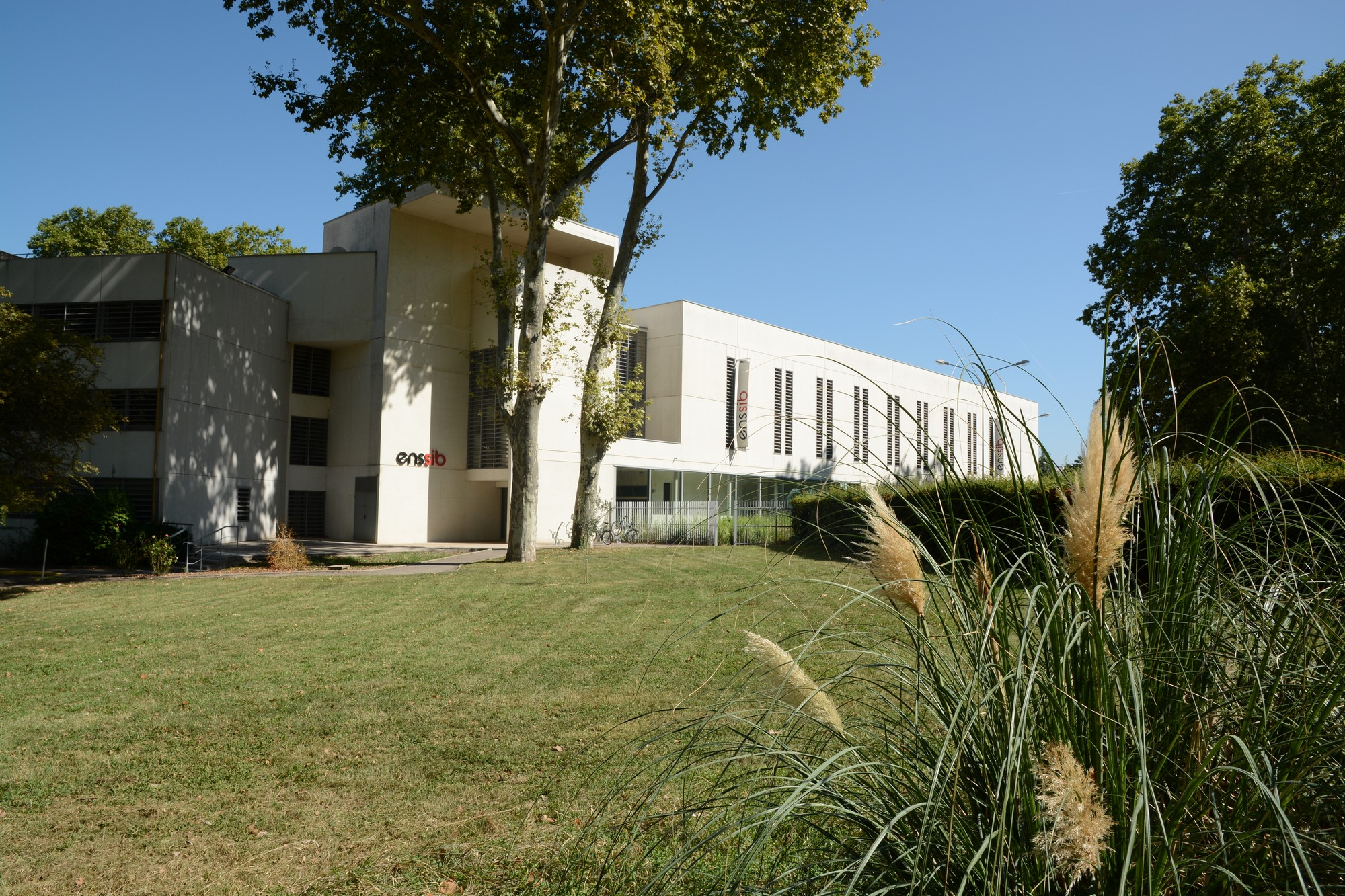
Les bâtiments de l'Enssib

L'École nationale supérieure de bibliothécaires (ENSB), ancêtre de l'Enssib est créée en 1963 à Paris, par le décret no 63-712 du 12 juillet 1963, avec le statut d'établissement public à caractère administratif. L'École est alors installée au sein de la Bibliothèque nationale, dans le bâtiment du 2, rue Louvois, où subsistent la salle de conférences et des salles de cours, actuellement réutilisées par le département de la Musique. La médiathèque publique de Massy sert alors de « bibliothèque d'application » aux élèves. L'ENSB est transférée à Villeurbanne en 1974, avec le plan de décentralisation de Raymond Barre dans un nouveau bâtiment construit par Jacques Perrin-Fayolle.
Elle est remplacée par l'Enssib, créée par le décret no 92-25 du 9 janvier 1992. Elle bénéficie désormais du statut de grand établissement et voit ses missions s'élargir. Dès 1999, l'Enssib fusionne avec l'Institut de formation des bibliothécaires (IFB). L'Enssib assure la formation initiale et continue des conservateurs des bibliothèques et des bibliothécaires de l'État ; elle accueille des étudiants en master et doctorat en co-habilitation avec les universités Claude-Bernard Lyon 1, Lumière Lyon 2 et Paris-Nord Paris 13.

## Fonctionnement actuel

### Localisation

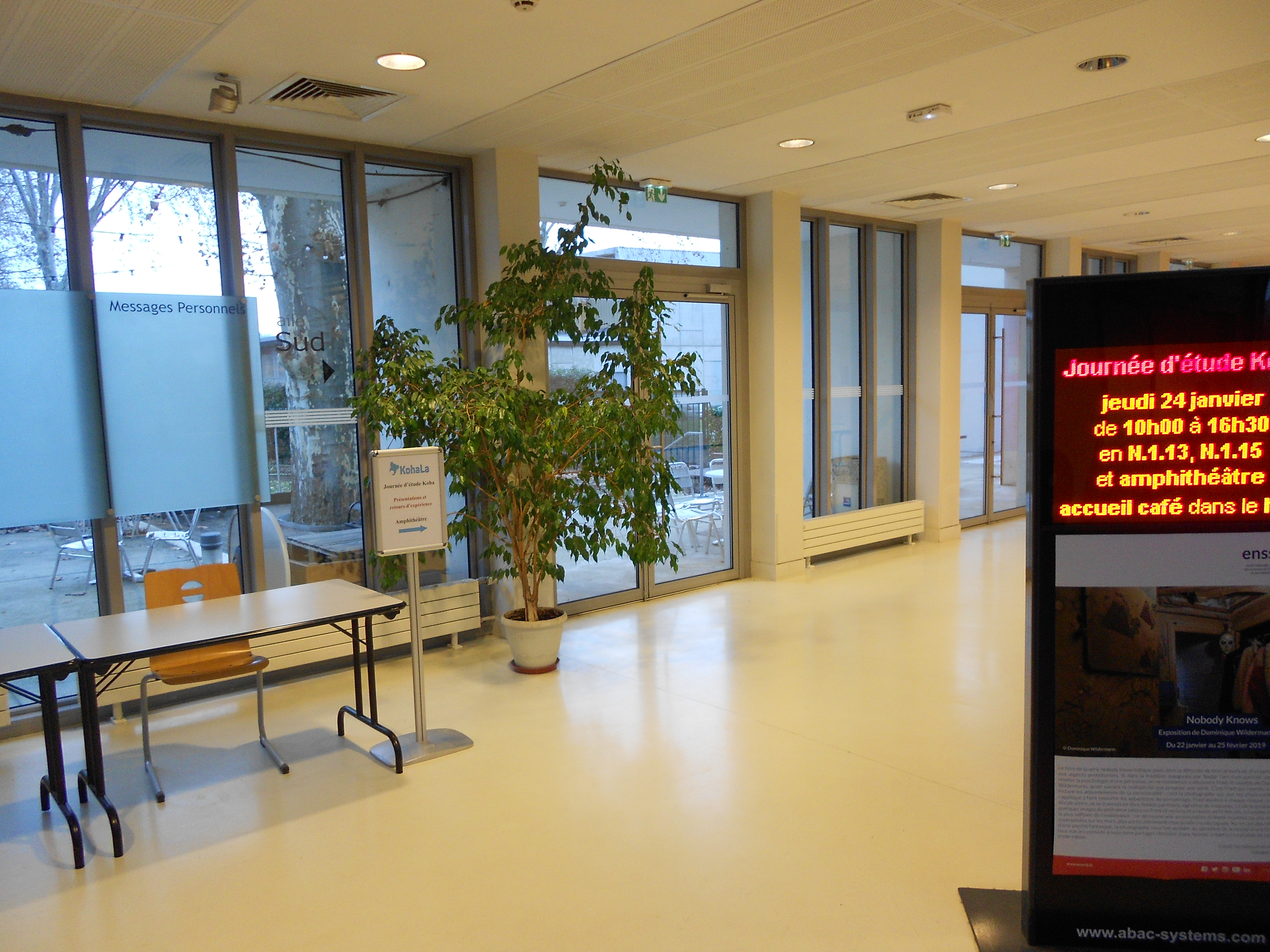
Accueil de l'Enssib

L'Enssib est située à Villeurbanne, près de Lyon, sur le campus universitaire de la Doua. Le bâtiment construit en 1974 (actuelle Aile nord) a fait l'objet d'une importante extension en 2007 (actuelle Aile sud).
Le site de Grand Clément (également à Villeurbanne, dans le quartier du même nom), où était installé initialement l'Institut de formation des bibliothécaires, fusionné avec l'Enssib en 1999, a été abandonné avec l'agrandissement des locaux de la Doua en 2007.
L'Enssib disposait en outre de bureaux à Paris (15e arrondissement) jusqu'en août 2009, pour la rédaction du Bulletin des bibliothèques de France, date d'intégration de celui-ci dans les locaux de l'Enssib, motivée par la Révision générale des politiques publiques.

### Organisation
L'Enssib est un grand établissement (établissement public à caractère scientifique, culturel et professionnel), une « grande école » qui dépend du ministère de l'Enseignement supérieur et de la Recherche.
Elle est placée sous l'autorité d'une directrice, assistée par les décisions de trois conseils.

## Formations

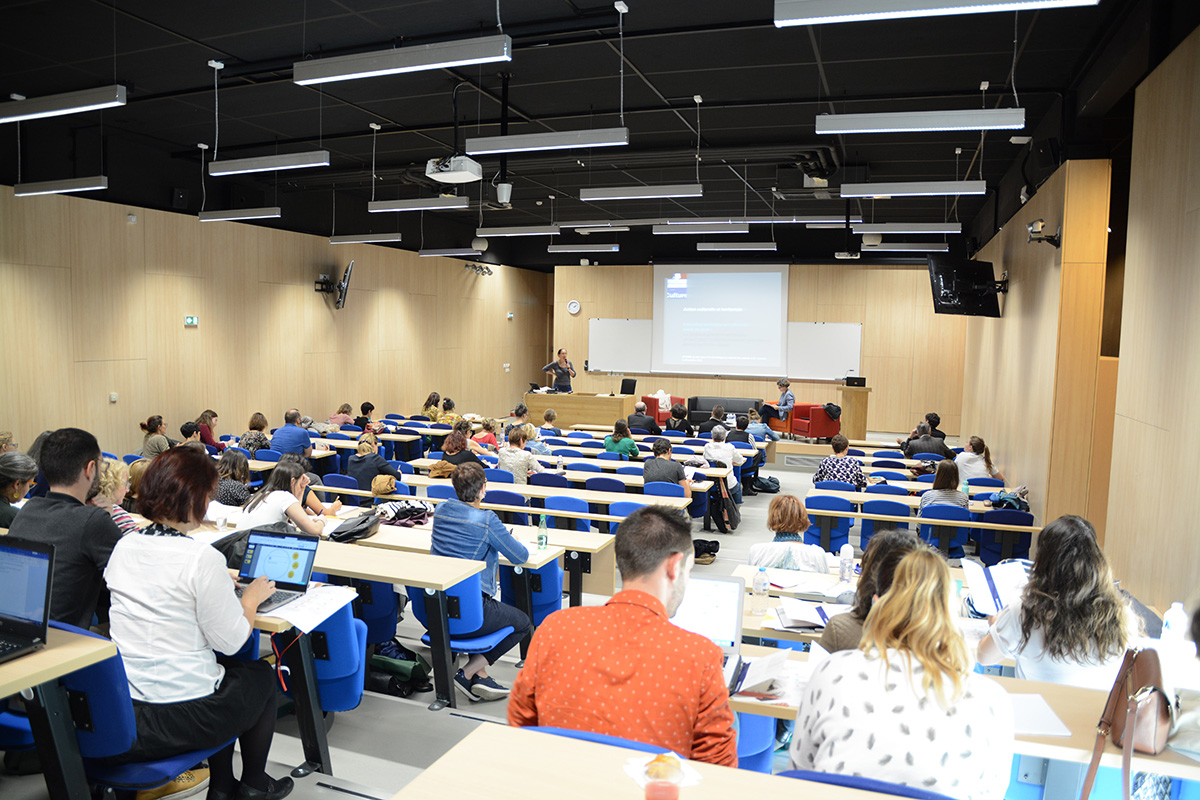
L'amphithéâtre de l'Enssib, rénové en 2018

École nationale supérieure, l’Enssib forme des cadres de l’information, de la documentation et des bibliothèques pour les secteurs privé et public et les prépare à des métiers multiples et en évolution : chargé d’archivage numérique, chef de projet en gestion d’information, documentaliste, chargé de production de livres numériques, gestionnaire de fonds patrimoniaux, bibliothécaire, conservateur…
L’Enssib délivre le diplôme de master et trois diplômes d’établissement. 
Elle forme les conservateurs et bibliothécaires d'État, recrutés par concours. 
Elle propose également une offre de formation tout au long de la vie, sur place et à distance, la validation des acquis de l’expérience et des parcours labellisés.

### Conservateurs d'État
Cette section ne s'appuie pas, ou pas assez, sur des sources secondaires ou tertiaires indépendantes du sujet. Le texte peut contenir des analyses inexactes ou inédites de sources primaires.
Pour l'améliorer, ajoutez-en, ou placez des modèles {{Source secondaire souhaitée}} ou {{Source secondaire nécessaire}} sur les passages mal sourcés. (janvier 2025)
Les élèves conservateurs suivent un cursus de dix-huit mois (six mois pour les conservateurs promus), sanctionné par l'obtention du « diplôme de conservateur des bibliothèques » (DCB). La scolarité comprend deux stages.
Ils ont le statut de conservateur stagiaire. À l'issue de leur formation, les conservateurs d'État sont nommés sur un poste vacant en fonction de leurs choix et des demandes des établissements. 
Disposant souvent d'un diplôme sanctionnant cinq ans d'études à l'entrée de l'Enssib, les conservateurs stagiaires sont encouragés depuis longtemps à préparer un doctorat afin d'anticiper l'ouverture des postes à l'ensemble des conservateurs européens et d'assurer leurs missions de personnels scientifiques des bibliothèques. Les conservateurs stagiaires se voient aussi proposer, à partir de l'année 2008-2009, de s'inscrire dans un master destiné à sanctionner leur formation professionnelle, s'adaptant ainsi au système européen de diplômes. À compter de l'année 2012-2013, ce diplôme a pris le nom de master Politiques des bibliothèques et de la documentation.
Les élèves conservateurs territoriaux avaient décidé d'attribuer un nom à leur promotion (traditionnellement numérotées depuis 1992, année de transformation de l'ENSB en Enssib) à partir de 2005.

### Bibliothécaires d’État
Contrairement aux conservateurs, les lauréats du concours de bibliothécaire d’État sont affectés à un établissement dès leur succès au concours, avec le statut de bibliothécaire stagiaire. Leur période de stage dure un an. Jusqu'en 2010, leur formation initiale était étalée pendant toute cette année, les modules de formation à l'Enssib alternant avec le travail dans leur établissement d'affectation. Depuis 2011, la formation à l'Enssib est concentrée sur les six premiers mois (d'octobre à mars), le bibliothécaire rejoignant ensuite son établissement d'affectation.
La formation des bibliothécaires d’État ne débouche pas sur un diplôme mais sur une simple certification.

### Masters
L’Enssib propose 3 mentions / 6 parcours de masters accessibles à tout étudiant titulaire d'une licence (sur dossier et sans concours) : 
Mention « Sciences de l’information et des bibliothèques », Mention « Histoire, civilisations et patrimoine » et Mention « Humanités numériques ».

### Diplômes d'établissement
L’Enssib propose deux diplômes d’établissement qui peuvent être préparés après une licence : Cadre opérationnel des bibliothèques et de la documentation (COBD) et Diplôme universitaire en sciences de l’information et des bibliothèques (DUSIB).

### Formation tout au long de la vie (FTLV)
L'offre de formation continue permet aux personnels des bibliothèques et des centres de documentation d’acquérir, de mettre à jour ou de développer leurs connaissances et leurs compétences.

## Recherche
Cette section ne s'appuie pas, ou pas assez, sur des sources secondaires ou tertiaires indépendantes du sujet. Le texte peut contenir des analyses inexactes ou inédites de sources primaires.
Pour l'améliorer, ajoutez-en, ou placez des modèles {{Source secondaire souhaitée}} ou {{Source secondaire nécessaire}} sur les passages mal sourcés. (décembre 2022)
L’Enssib accueille, soutient et valorise la recherche en sciences de l’information, en histoire du livre, du patrimoine et des bibliothèques, ainsi qu’en anthropologie du savoir et de la bibliothèque contemporaine.
Pilotée depuis 2017 par Pascal Robert, la direction de la recherche relève des missions statutaires de l’école et constitue un axe fort de son projet d’établissement. La Recherche contribue à l’enseignement que dispense l’école et donne lieu à des publications scientifiques, l’organisation de colloques, de journées d’étude et de séminaires.
La politique scientifique de l’Enssib est impulsée par la direction de la recherche avec l’appui du Conseil scientifique, notamment sur les orientations stratégiques de l’activité scientifique et le financement des projets de recherche menés par les enseignants-chercheurs de l’école. 
L’activité de recherche de l’Enssib s’organise autour de 15 chercheurs et deux équipes de recherche accueillies par l’école : un centre propre, le Centre Gabriel Naudé et un centre multi-tutelles, ELICO, qui regroupe l‘ensemble des enseignants-chercheurs en sciences de l’information et de la communication de l’Université de Lyon-Saint-Etienne (Comue UdL).
Le Centre Gabriel Naudé a pris la suite du Centre de recherche en histoire du livre.

## L’offre de services et ressources
Cette section ne s'appuie pas, ou pas assez, sur des sources secondaires ou tertiaires indépendantes du sujet. Le texte peut contenir des analyses inexactes ou inédites de sources primaires.
Pour l'améliorer, ajoutez-en, ou placez des modèles {{Source secondaire souhaitée}} ou {{Source secondaire nécessaire}} sur les passages mal sourcés. (novembre 2022)
L'Enssib possède ses propres éditions (Presses de l'enssib), qui proposent des éditions traditionnelles sur papier mais aussi des éditions électroniques.
Une archive ouverte dans les domaines de recherche des chercheurs de l'établissement a été mise en place. Une partie des travaux et mémoires académiques des élèves et des étudiants est disponible en ligne, les autres sont à la bibliothèque et décrits dans le Sudoc.
L'Enssib participe à l'Institut d'histoire du livre, avec la ville de Lyon (bibliothèque municipale et musée de l'Imprimerie), l'École normale supérieure de Lyon - Lettres sciences humaines (ENS de Lyon, anciennement ENS Fontenay Saint-Cloud) et l'École nationale des chartes. L'objectif de l'IHL (Institut d'histoire du livre) est une activité de diffusion autour de l'histoire du livre, par l'organisation annuelle de l'École de l'IHL, ouverte à tous les publics où interviennent des spécialistes internationaux de l'histoire du livre, par l'édition d'une collection aux presses de l'ENS-LSH, « Métamorphoses du livre » (deux numéros par an), par l'organisation de colloques[source insuffisante] ou la participation à des colloques et journées d'études.
Le Bulletin des bibliothèques de France, principale revue professionnelle des bibliothécaires de France, dépend administrativement de l'Enssib.

### Bibliothèque
L'Enssib, comme tout établissement d'enseignement supérieur, dispose d'une bibliothèque. Ses collections sont spécialisées en sciences de l'information et des bibliothèques ainsi qu'en histoire du livre et des bibliothèques. Elle est ouverte à tous gratuitement, y compris pour le prêt.

## Évaluations
Un rapport remis en 2004 par l'Inspection générale des bibliothèques et l'Inspection générale de l'administration de l'Éducation nationale et de la recherche pointait entre autres un projet d'établissement pour le quadriennal 2002-2005 trop éclectique.
Comme tous les établissements d'enseignement supérieur, l'Enssib a été évaluée par l'Agence d'évaluation de la recherche et de l'enseignement supérieur (AERES) en 2010-2011. L'évaluation des formations a conduit à la reconnaissance de tous les diplômes d'enseignement supérieur proposés par l'Enssib pour le quinquennal 2011-2015[source secondaire souhaitée].

### Associations d'élèves et d'anciens élèves
L'association des conservateurs de bibliothèques (ACB) (loi de 1901) avait été fondée comme l'association des anciens de l'ENSB. Elle a été dissoute. L'actuel Bureau des élèves est une association loi de 1901 qui regroupe les élèves et étudiants de l'Enssib, quel que soit leur statut, afin d'organiser la vie étudiante. L'association des anciens étudiants de l'Enssib (toutes formations confondues) a été créée en 2010.

## Liste des directeurs
| ENSB   | ENSB | ENSB                               | ENSB | ENSB | ENSB |
| ------ | ---- | ---------------------------------- | ---- | ---- | ---- |
| 1964   | 1971 | Paule Salvan                       |      |      |      |
| 1971   | 1974 | Noë Richter                        |      |      |      |
| 1974   | 1984 | Michel Merland                     |      |      |      |
| 1984   | 1985 | Madeleine Wagner (intérim)         |      |      |      |
| 1985   | 1992 | Jacques Kériguy                    |      |      |      |
| Enssib |      |                                    |      |      |      |
| 1992   | 1995 | Jacques Kériguy                    |      |      |      |
| 1995   | 1995 | Jean-Pierre Casseyre (intérim)     |      |      |      |
| 1995   | 2005 | François Dupuigrenet Desroussilles |      |      |      |
| 2005   | 2015 | Anne-Marie Bertrand                |      |      |      |
| 2015   | 2019 | Yves Alix                          |      |      |      |
| 2019   |      | Nathalie Marcerou-Ramel            |      |      |      |

## Évolution démographique
Évolution démographique de la population universitaire 

| 2006 | 2007 | 2008 | 2009 | 2010 | 2011 | 2012 | 2013 |
| ---- | ---- | ---- | ---- | ---- | ---- | ---- | ---- |
| 69   | 52   | 66   | 124  | 90   | 241  | 243  | 233  |

| 2014 | 2015 | 2016 | 2017 | 2018 | 2019 | 2020 | 2021 |
| ---- | ---- | ---- | ---- | ---- | ---- | ---- | ---- |
| 225  | 251  | 240  | 228  | 219  | 210  | 219  | 234  |

| 2022 | - | - | - | - | - | - | - |
| ---- | - | - | - | - | - | - | - |
| 248  | - | - | - | - | - | - | - |